# Żydów (Petite-Pologne)
Pour les articles homonymes, voir Żydów.
Żydów est une localité polonaise de la gmina d'Igołomia-Wawrzeńczyce, située dans le powiat de Cracovie en voïvodie de Petite-Pologne.